# Peter von Lengerke (Politiker)

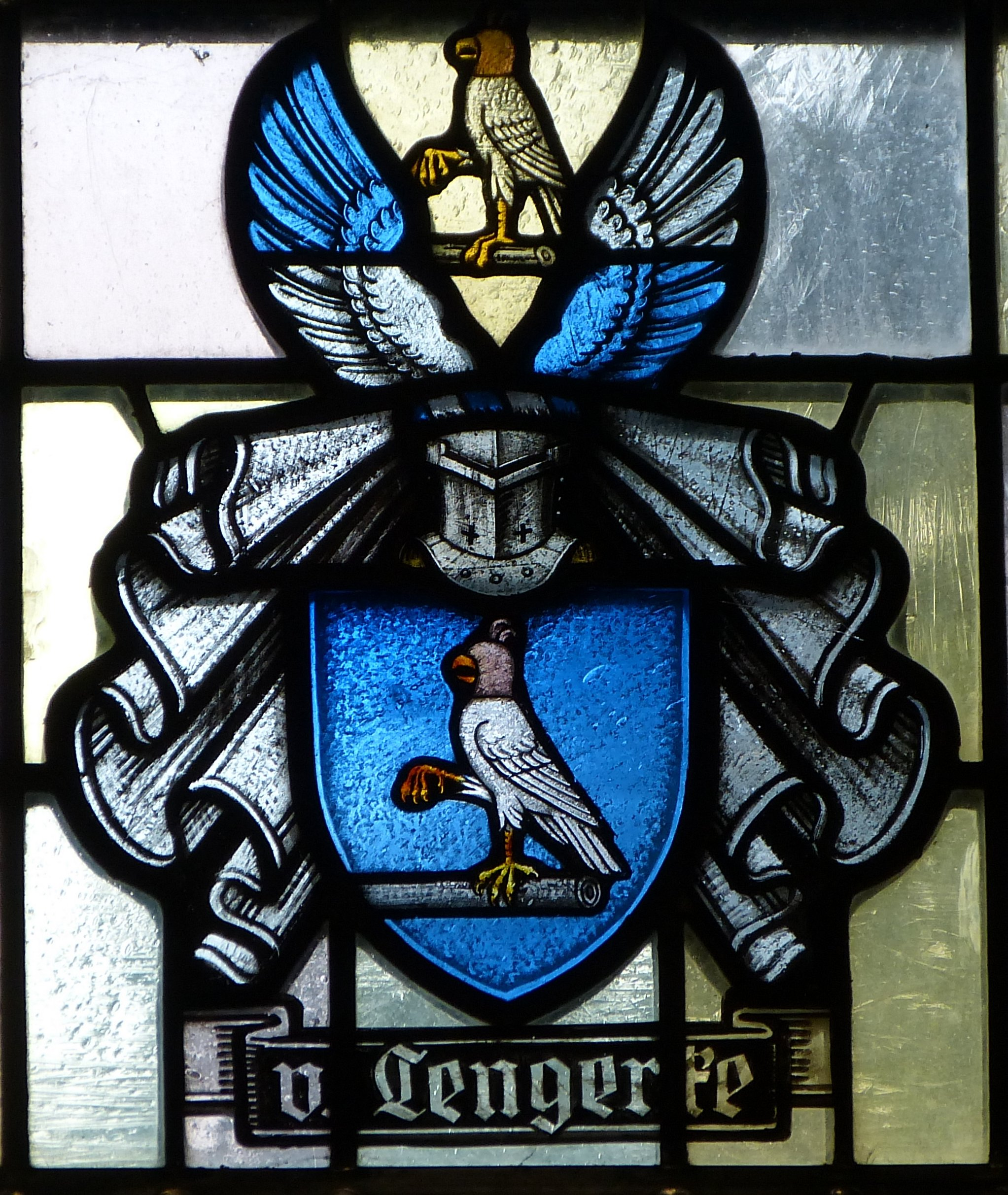
Familienwappen des Peter von Lengerke

Peter von Lengerke (* 18. Juli 1651 in Hamburg; † 18. November 1709 ebenda) war ein deutscher Jurist und Bürgermeister der Hansestadt Hamburg.

## Leben
Peter von Lengerke war Sohn des aus Lübeck stammenden Hamburger Kaufmanns Johannes von Lengerke († 1664 oder 1665) und Enkel des Lübecker Ratsherrn Georg von Lengerke. Er besuchte nach dem Tod seines Vaters das Fridericianum Schwerin, die Landesschule Pforta und das Akademische Gymnasium in Hamburg und studierte Rechtswissenschaften an den Universitäten Helmstedt und Leiden. In Helmstedt verfasste der 1672 eine Gratulationsschrift aus Anlass der Promotion von Johann Heinrich Bötticher bei Hulderich von Eyben. 1675 machte er sich auf seine Grand Tour durch Europa. 1677 wurde er an der Universität Basel, wo er auch als Respondent nachgewiesen ist, zum Lizentiaten beider Rechte promoviert. Er kehrte nach Hamburg zurück und wurde dort zunächst Advokat, dann 1681 Richter am Niedergericht. 1688 wurde er zum Ratsherrn der Hansestadt Hamburg gewählt. Als solcher war er auch Gesandter und vertrat die Stadt bei den Höfen in Münster und Wien. Von 1697 bis zu seinem Tod war er einer der Hamburger Bürgermeister. Auf seinen Tod wurde ein Bürgermeisterpfennig geprägt.
Er war verheiratet mit Anna Margaretha Westermann (1654–1718), Tochter des Ratsherrn Caspar Westermann (1622–1688). Der Domherr Caspar von Lengerke war sein Sohn. Die Tochter Margaretha heiratete den Bürgermeister Johann Anderson (1674–1743).

## Schriften
- Dissertatio Inauguralis Iuridica De Foro Competenti / Quam ... in perantiqua almaq[ue] Rauracorum Universitate ... Publicae Eruditorum censurae subiicit Petrus de Lengerke Hamburgensis. Die 5. Octobris Anno MDCLXXVII. Basileae: Brandmyller 1677 (Digitalisat, Universitätsbibliothek Göttingen)